# التأثيرات العصبية والحيوية للتمارين الرياضية
تولد التمرينات الرياضية تأثيرات عصبية وحيوية عديدة متضمنةً مدىً واسعًا من التأثيرات على التركيبة البنائية للدماغ ووظائفه وعلى الإدراك المعرفي. أثبتت الكثير من البحوث المجراة على البشر أن ممارسة التمارين الهوائية بصورة مستمرة (30 دقيقة يوميًا على سبيل المثال) تؤدي إلى حصول تحسينات دائمة في وظائف معرفية محددة، وتبدلات صحية للتعبير الجيني في الدماغ، وظهور صيغ مفيدة من اللدونة العصبية واللدونة السلوكية. تتضمن بعض التأثيرات طويلة الأمد ما يلي: زيادة في نمو الخلايا العصبية، وزيادة في النشاط العصبي (مثل زيادة تأشير جين سي-فوس وعامل التغذية العصبية المستمد من الدماغ)، وتحسنًا في التأقلم مع الإجهاد، والتحكم المعرفي بالسلوك، وتحسنًا في الذاكرة الصريحة والذاكرة المكانية والذاكرة العاملة، وتحسينات بنائية ووظيفية للتراكيب البنائية للدماغ وللمسارات العصبية المرتبطة بكل من التحكم المعرفي والذاكرة. تؤثر التمارين الرياضية بشكل كبير على الوظائف المعرفية، إذ أنها تساهم في تحسين الأداء الأكاديمي للأطفال وطلاب الجامعات وتزيد من إنتاجية الفرد البالغ وتصون الوظائف المعرفية لدى كبار السن وتمنع حدوث بعض الاضطرابات العصبية وتعالجها في حالة الإصابة بها وتُحسن من جودة الحياة بصورة عامة.
وُجد أن التمارين الهوائية تحفز حصول تأثيرات مؤقتة على الوظائف المعرفية بعد حصة تمرين واحدة وحصول تأثيرات مستمرة على الوظائف المعرفية بعد ممارسة هذه التمارين بصورة منتظمة لعدة أشهر متتالية. يُسجل الأشخاص الذين يمارسون التمارين الهوائية بصورة منتظمة (مثل الجري والركض والمشي السريع والسباحة وركوب الدراجات الهوائية) نتائج أفضل من غيرهم في الاختبارات العصبية والنفسية التي تقيس جودة وظائف معرفية محددة مثل التحكم الانتباهي والتحكم التثبيطي والمرونة المعرفية وأهلية الذاكرة العاملة والذاكرة الصريحة والذاكرة المكانية وسرعة معالجة المعلومات. تتضمن التأثيرات المؤقتة للتمارين الرياضية تحسينات في أغلب الوظائف التنفيذية (مثل الانتباه والذاكرة العاملة والمرونة المعرفية والتحكم التثبيطي ومهارات حل المشكلات واتخاذ القرارات) وفي سرعة معالجة المعلومات لفترة تصل إلى ساعتين بعد ممارسة التمارين الرياضية.
تحفز التمارين الهوائية حصول تأثيرات طويلة وقصيرة الأمد على المزاج والحالات العاطفية من خلال تحفيز الوجدان الإيجابي وتثبيط الوجدان السلبي وتقليل الاستجابة الحيوية للتوتر. على المدى القصير، تعمل التمارين الهوائية كعمل مضادات الاكتئاب والمواد المساعدة على الابتهاج، في حين تؤدي الممارسة المستمرة للتمارين الرياضية إلى حصول تحسينات عامة في المزاج وتقدير الذات.
تُحسن الممارسة المنتظمة للتمارين الرياضية من الأعراض المرتبطة بعدد كبير من اضطرابات الجهاز العصبي المركزي ويُمكن استعمالها كعلاج مساعد لهذه الاضطرابات. توجد أدلة دامغة تشير إلى فعالية التمارين الرياضية في علاج أعراض الاضطراب الاكتئابي واضطراب نقص الانتباه مع فرط النشاط. يُشير الدليل الإرشادي للأكاديمية الأمريكية لطب الأعصاب أنه من الواجب على الأطباء توصية المرضى المشخصين باختلال معرفي معتدل بممارسة التمارين الرياضية بصورة منتظمة (مرتين في الأسبوع). تدعم الأدلة السريرية استخدام التمارين الرياضية كعلاج مساعد لبعض الاضطرابات العصبية التنكسية، وخاصة مرض ألزهايمر ومرض باركنسون. ترتبط ممارسة التمارين الرياضية بصورة منتظمة بتقليل خطر الإصابة بالاضطرابات العصبية التنكسية. تدعم مجموعة كبيرة من التجارب غير السريرية بالإضافة إلى بعض التجارب السريرية الحديثة استخدام التمارين الرياضية كعلاج مساعد في معالجة الإدمان والوقاية منه. اقتُرح استخدام التمارين الرياضية المنتظمة كعلاج مساعد لسرطانات الدماغ.

## الآثار طويلة الأمد

### اللدونة العصبية
اللدونة العصبية هي عملية تتكيف من خلالها الخلايا العصبية مع الاختلالات التي تواجهها عبر الزمن، وتحصل عادةً كاستجابة للتعرض المتكرر للمنبهات. ترفع التمارين الهوائية من مستويات إنتاج عوامل التغذية العصبية (مثل عامل التغذية العصبية المستمد من الدماغ وعامل النمو شبيه الانسولين-1 وعامل النمو البطاني الوعائي) التي تعزز الوظائف المعرفية ووظائف الذاكرة المختلفة من خلال تحفيز تكوّن الأوعية الدموية في الدماغ وتحفيز تخلّق النسيج العصبي عند البالغين بالإضافة إلى تحسين صيغ أخرى من اللدونة العصبية. تُحفز ممارسة التمارين الهوائية لعدة أشهر تحسينات سريرية مؤثرة في الوظائف التنفيذية وزيادة في حجم المادة الرمادية في أغلب مناطق الدماغ، وتتركز هذه الزيادة في مناطق الدماغ المسؤولة عن الوظائف التنفيذية.  تمثل كل من القشرة أمام الجبهية والنواة الذنبية والحُصين مناطق الدماغ الأكثر استجابة للتحسينات المكتسبة جراء زيادة حجم المادة الرمادية كنتيجة لاستجابتها للتمارين الهوائية. تحصل زيادات بنسبة أقل في حجم المادة الرمادية في مناطق الدماغ المتمثلة بالقشرة الحزامية الأمامية والفص الجبهي والمُخيخ والنواة المتكئة.
تُعتبر كل من القشرة أمام الجبهية والنواة الذنبية والقشرة الحزامية الأمامية من أهم التراكيب الدماغية وأكثرها تأثيرًا على أنظمة نواقل الدوبامين والنورأبينفرين المسيطرة على التحكم المعرفي.. ترتبط الزيادة الحاصلة في تخلق النسيج العصبي في منطقة الحُصين كنتيجة لممارسة التمارين الرياضية (مثل الزيادة الحاصلة في حجم المادة الرمادية) بتحسن ملحوظ في مستويات الذاكرة المكانية. يرتبط امتلاك مستويات عالية من اللياقة البدنية، والمُقاسة باستخدام الحد الأقصى لاستهلاك الأوكسجين، بتحسن في الوظائف التنفيذية وزيادة في سرعة معالجة المعلومات وزيادة في حجم المادة الرمادية في الحُصين والنواة الذنبية والنواة المتكئة. ترتبط ممارسة التمارين الهوائية لمدة طويلة بتبدلٍ في التخلق المتوالي الذي يُساهم في تحسين قابلية التأقلم مع الإجهاد وتحسين الوظيفة المعرفية وزيادة النشاط العصبي (زيادة في تأشيرعامل التغذية العصبية المستمد من الدماغ وجين سي-فوس)

#### النمو البنيوي
تشير المراجعات البحثية المجراة على دراسات تصوير الأعصاب إلى حصول زيادة في حجم المادة الرمادية في معظم مناطق الدماغ نتيجة للتمارين الهوائية المستمرة، وقد لوحظ تركّز هذه الزيادة في مناطق الدماغ المرتبطة بمعالجة معلومات الذاكرة والسيطرة المعرفية والوظيفة الحركية والمناطق المسؤولة عن نظام المكافأة في الدماغ، وتتمثل هذه المناطق بالقشرة أمام الجبهية والنواة الذنبية والحصين، والتي تكون مسؤولة عن دعم معالجة معلومات الذاكرة، إضافة إلى وظائف إدراكية أخرى. بالإضافة إلى هذا، يبدو أن التمارين الهوائية المنتظمة تؤدي إلى زيادة الترابط الوظيفي بين النصفين الأيمن والأيسر للقشرة أمام الجبهية والحُصين والقشرة الحزامية. تُشير ثلاثة مراجعات بحثية إلى حصول زيادة ملحوظة في حجم المادة الرمادية في القشرة أمام الجبهية والحُصين لدى البالغين الأصحاء الذين يمارسون تمارينًا رياضيةً متوسطة الشدة بشكل منتظم لعدة أشهر. تشمل المناطق الأخرى التي أظهرت زيادة متوسطة أو قليلة التأثير في حجم المادة الرمادية كل من القشرة الحزامية الأمامية والقشرة الجدارية والمُخيخ والنواة المتكئة.
وُجد أن ممارسة التمارين الرياضية بانتظام قد حدّ من انكماش الحُصين واختلال الذاكرة الذي يحصل عادةً في سن متأخر. يُظهر البالغون الخاملون نقصان 1-2% من حجم الحُصين سنويًا. أظهرت دراسة أجريت على 120 بالغ باستخدام التصوير العصبي لمدة سنة كاملة أن ممارسة التمارين الهوائية بانتظام قد زادت من حجم الحُصين الأيسر بنسبة 2.12% وحجم الحُصين الأيمن بنسبة 1.97%. أظهر الأشخاص في مجموعة تمارين التمدد منخفضة الشدة، والممتلكين للياقة بدنية أساسية أعلى، نقصانًا أقل في حجم الحُصين، مما يوفر دليلًا على الدور الذي تلعبه التمارين الرياضية في الحد من تدهور الوظائف المعرفية مع التقدم في العمر. بصورة عامة، يمتلك الأشخاص الذين يتمرنون أكثر من غيرهم حجومًا حُصينية أكبر ووظيفة ذاكرة أفضل. أظهرت التمارين الهوائية قدرةً على تحفيز نمو مسارات المادة البيضاء في الجسم الثفني الأمامي، والتي تنكمش عادةً مع التقدم في العمر.